# Jasulan Moldaqaraev
Jasulan Moldaqarayev (in kazako Жасұлан Молдақараев?; 7 maggio 1987) è un calciatore kazako, attaccante dell'Ūlytau.

## Carriera

### Club
Ha giocato nella prima divisione kazaka.

### Nazionale
Nel 2016 ha giocato 2 partite nella nazionale kazaka.

## Palmarès

### Club

#### Competizioni nazionali
- Birinşi Lïga: 2

Qaısar: 2013
Oqjetpes: 2024

### Individuale
- Capocannoniere della Birinşi Lïga: 1

2024 (19 reti)